# 落下傘ナース
『落下傘ナース』（らっかさんナース）は、厘のミキによる日本の漫画作品。集英社のウェブコミックサイト『ウルトラジャンプエッグ』にて2008年4月から2009年5月まで連載された。単行本は全2巻。

## あらすじ
高校生である源チトセは同級生でお隣の緑川文子を自分の下僕のように使っていた。ある日、病院からの帰り道、橋の下にいる餓死寸前の少女に食料を分けたことが原因でナースたちと出会い、その文子との関係が変化していくこととなる。

## 登場人物
源 チトセ（みなもと チトセ）
本作の主人公。高校生。いじめられっ子。
不眠症で、睡眠薬をくれる病院をいつも探している。緊張したり不意に話したりすると、声が上ずってしまうらしく、そのせいでクラスメートにオペラマンとからかわれたりしている（ただし彼の自己中心的な性格や幼児性でクラスメートの反感を買ってしまっている部分もある）。文子がチトセに対する興味を失った直後は「生まれてこなければよかった」と発言するなど、精神的にも非常に脆い。
自分のことを守ってくれる文子を「都合のいい道具」としか考えておらず、文子に感謝の気持ちも恋愛感情もない（文子との関係は『両異存』の形）。彼女の予定や都合も考えずに携帯電話で呼びつけて雑用を押し付ける。挙句に、文子1人だけを幸せにさせないため、そして自分を守らせるために文子をナース化させた。
実は母親だと思っていた源マドカによって作られた「ありとあらゆる病気に弱いが、しぶとい生命力を持つ、守銭奴にとって理想の患者」であるサイボーグ患者。詳しい描写はないが、自分のかかっていない科の病気鞠の影響を受けたり、自然に病気になっていってしまうようである。
サイボーグナース化して以来、どんどん暴走していく文子を見て、文子に頼ることを止め、他人の痛みも分かるようになってきた。家に大量の病理鞠が届いたとき、自分が逃げなければ、文子は脳まで損傷を受けなかったのではないかと、文子への懺悔を吐露していたところ、泉と文子の作った薬を投与され、思考・精神年齢自体が幼児化してしまい、文子なしに生きられない存在になってしまう。最終回で、ナースもアンナースをも超越した境地に達した文子に「着られてしまう」。ぼろぼろになりながら、サイボーグ患者の生命力により何とか生き永らえ、ナースたちの協力により体は修復された。
緑川 文子（みどりかわ ふみこ）
チトセの同級生でお隣さん。幼いころにチトセは自分が守らなくてはならないと感じ、以来10年間チトセを守っていた。
草壁と藤堂とのケンカによって体と脳に損傷を負い、まもなく死亡するはずだった文子の身体の傷のみを宛無に癒してもらったのが全ての始まりである。
チトセに異常に執着しており、チトセの世話は自分しかできないと考えて、チトセのワンコールに対して即反応し、彼のもとに向かう。着信専用の携帯電話（旧式で、ボタンをボンドで潰してある）を持っており、普通の携帯電話を所有していない。チトセの要求には、是が非でも応え、たとえ理不尽な暴力を受けようともそれを実行する。その感情は恋愛感情とも過剰な母性本能とも異常な義務感ともいえる複雑なもので、狂信的である。ちなみに友達はいるようである。
脳を損傷した影響でチトセに興味を無くしていき、コールの意味を忘れて無視するようになり、普通の女の子となる。周りの友達と同じ新型の携帯電話を買って、チトセからのコール用の携帯電話を捨てたが、文子だけ幸せにさせはしないと考えたチトセに、脳の損傷を復元させるためナース化させられる。
マドカの診療所で全ての科の医療知識を覚え、万能型ナースになるかと期待されたが、チトセの怪我・病気しか治さず、他の患者を放置し、チトセに危害を加えたものに攻撃する危険なヤブのナースになってしまった。他のナースと違い、変身すると高校の制服とは別のセーラー服になる（これは、ドクターの趣味が反映されたようである）。またメリケンサックのような装備が拳に装着されている。初の変身時には、チトセに暴力を加えたヤクザ風の男とそばにいた宛無に暴力を加えて「撲殺する」と宣言している。チトセへの依存が悪化し、自ら捨てたチトセの携帯電話を探し出し、吸収した性病の患部にあてがったり、チトセの所有『物』になれたことを泣いて喜んだりし、さらにチトセ以外の人間に奉仕することを拒み、体が腐り始めたときにはコンクリートの破片を投げつけられて怪我を負ったチトセの怪我を吸収して喜んでいた。
暴走気味であることを理解したチトセが文子に頼らないようになり、彼女に気遣いすら見せたことで、心療内科のナースを殺して、治療法を無くそうとした。しかし、心療内科のアンナースである泉の協力で、チトセを幼児化することに成功。チトセに食べ物を与えたり、食事に下剤を混ぜて、教室の中でオムツを交換したりして、チトセにとってなくてはならない存在にまで昇華しようとした。
最終回で泉にけしかけられた藤堂が襲ってきた時に、チトセを元に戻すまいとアンナース化して、ナースの境地に至った。そして、最後にはチトセを「着てしまった」。その際に文子はナースキャップも外し、永遠にチトセと一緒だ、と宣言している。その後、宛無によってリセット剤が打ち込まれ、これによって記憶に障害のある状態に戻り、チトセをずっと守ってきた記憶も無くし、両異存から脱却した。しかし、自分を守って欲しいと頼まれた時、チトセに手を差し延べた。
源 マドカ（みなもと マドカ）
源チトセの母親。源診療所の医者。喫煙者で若々しい外見をし、派手なビキニのような服に白衣を着ている。実際の年齢などは不明。たまにデートなどにも出かけている模様。チトセの生活には全く干渉せず、育児放棄気味で、家事をしている様子も無い。たいていの病気は見られるようだが、デートに行くからという理由で、産気づいた妊婦を放置していったりと、無責任である。また、よくわからない理由で飲酒する。ちなみに源診療所はPM3:00より開院するようである。
鳩田博士とは知り合いで、とある組織の中で、17年前に宇宙からやってきた病理鞠の研究を一緒にしていた。組織の解散後も、鳩田博士から送られ続けてきた病理鞠を研究し、「サイボーグ患者源チトセ」を作り上げ、その後も送られる病理鞠をチトセの改造に役立てていたらしい。
チトセが最終回にアンナース化した文子から救出された時も、ぼろぼろになっても、しぶとく生きていたチトセに、自分の期待に応えたと褒め、生きてればいいと言い放った。
12年前に、パチンコ中毒の文子の母親から、85万円で文子を買い取っており、いつか自分が改造してやろうと考えていた。
結子（ゆうこ）
春留と仲の良い女の子。体が弱く、あまり食事を取らないため体が痩せ細っている。春留の注射で脂肪を取り込むと、可愛らしい少女の容姿になる。タルに首と足が付いたオモチャのような姿になって復活した春留を見て「こんな春留ちゃん、いや!」と言っている。その後、母親と源診療所にお礼を言いに来た時、激昂していた文子に殴られた。最終回にも登場し、チトセの治療を「応援ならする」という優しさを見せた。
鳩田博士（はとだはかせ）
鳩の頭をかぶっている医者。仮ヘッドである鳩の頭の方が定着し、こっちのほうが慣れたと言っている。サイボーグナースを造った張本人。他にも文子の脳のバックアップを取るなど、様々な卓越した技術を持っており、全てのナースの修理・治療を行っている。ナースたちに病理鞠の回収を命じ、人類の未来のためと信じて日々病理鞠の撃退の研究に励んでいる。実年齢はわからないが、17年ぶりに再会したマドカには白髪が増えたといわれた。ゲームに無邪気に喜ぶなど、子供っぽい一面もある。
草壁、藤堂
チトセのクラスメイトでいじめっ子。
購買のおばさん
チトセの学校の購買部のおばさん。のちに怪人化する。

### ナース
宛無（あてな）
整形外科
最初にチトセが出会ったナース。チトセと出会った時は、橋の下で一緒に暮らしていた人間が首を吊ってしまい、後ろを向くなと言われていたため確認ができず、放置されあやうく餓死するところであったが、チトセに食べ物を分けてもらい一命をとりとめる。寝ている間、あまりに無用心に野外で寝ていたため、本人曰く通りすがりにレイプされていたらしい。
基本的に優しい性格であるが、チトセが負った怪我を吸収しないで帰るなど、天然なところもある。拉致技術が高く、その理由はナースだからだという。
文子に殴られたり、泉のクッションになったり、派手にダメージを負うことが多い。暴走気味な文子を抑えるため、一時携帯型というボストンバッグに入った形態になった。泉の診療所に行ったときは麻酔を打たれて眠らされて、拘束されてしまう。
最終回では、「着られてしまった」チトセの目を見て、人間というものが少し分かるようになったようで、チトセの文子に別れを告げ「リセット剤」を撃った。
風花（かざはな）
歯科
チトセのクラスに歯槽膿漏の疾患を詰めたジャムパンを送り込んできたナース。ライバル心から宛無を狙ったが、トラップは宛無に見破られてしまった。左腕に歯科治療用のドリルの巨大化したものを装備できる。甘いものを食べると即座に虫歯になってしまうと信じており、チョコを撃ち出してきた宛無の攻撃を受けた際、歯磨きのために退散してしまった。クラス中の人間を無差別に歯槽膿漏にしたため、生徒たちはその後、入れ歯をするようになったようである。
春留（はるる）
内分泌代謝科
チトセがハンバーガーショップで出会った少女で、内分泌代謝科のナース。結子の友達で、彼女に脂肪を与えるため日夜脂肪疾患を探している。言葉の最後に駄洒落をつけるのが癖。病理怪人の力を弱めるため、怪人に襲われた生徒の治療を行っていたが、自分の許容量を超えた疾患を引き受け、体がバラバラに爆散し名誉の殉職を遂げたかに思われたが、鳩田博士によってタルを胴体代わりにして復活した。頭を飛ばすという、射程は短いながらも面積の広い相手に有効な攻撃ができるようになったが、これ以降作中に病理怪人が出現していないため、戦闘時に使用されることは無かった。ちなみに脂肪疾患を引き受けても患者の皮膚は伸びたままになる。
愛舞（マナブ）
肛門科
登場したナースの中では唯一の男のナース。一見少女のようだが男の子であり、顔だけ見ると分からないとチトセにも言われていた。チトセの肛門を荒っぽく治療し、吸収するときに快感を得ていた。その容姿から中年男性たちに人気のようである。
泉（いずみ）
心療内科
悪に落ちたナース、アンナースである。具体的にアンナースがどんな悪行を働くかは、提示されていない。水玉型の穴の開いた傘のような服を着ており、アンナースの姿になる時は黒くなる（単行本2巻の裏表紙のものとは構造が異なっている）。人の精神の性質を操れる液状になった疾患の詰まったビンと、注射器を飛ばす弓矢を持っている。文子をアンナース仲間に引き込むため、藤堂を治療し、けしかけさせて、文子をアンナース化させる。しかし、アンナース化後に、ナースキャップを放棄した文子を治療しようとしたが、彼女が病気ではなく強大な愛・庇護欲・慈愛であると知り、手に負えないと感じナースの境地を知る。その後、チトセの治療に現れた際には白いナース姿になっていた。

## 書誌情報
- 厘のミキ『落下傘ナース』集英社〈ヤングジャンプコミックス〉全2巻

1. 2009年1月19日発売、ISBN 978-4-08-877590-6
2. 2009年8月19日発売、ISBN 978-4-08-877712-2